# Calle 231 (línea de la Séptima Avenida–Broadway)
La calle 231 es una recién renovada estación en la Línea de la Séptima Avenida-Broadway del metro de Nueva York. Localizada en la intersección oeste de la calle 231 y Broadway en el Bronx, y funciona con los trenes 1 todo el tiempo.
La parte exterior de la estación fue extensivamente renovada en el año 2003, en la cual le agregaron más accesos para personas discapacitadas como rampas para sillas de ruedas. Muchos anuncios en los alrededores del barrio Kingsbridge usan como eslogan "Todo está bajo el puente!".

## Conexiones de buses
- Bx1
- Bx7
- Bx10
- Bx20